# Cal Xerec (Navès)
Cal Xerec és una masia situada al municipi de Navès, a la comarca catalana del Solsonès. Cal Xerec éra una família de paletes, fins fa pocs anys, ara es dediquen a l'agricultura i la ramaderia porcina i aviària.
La masia es troba a la part sud-est del terme municipal, a uns 6 kilòmetres a llevant del nucli de Navès, a la frontera entre Navès i Montmajor, a 1 kilòmetre i poc de la Carretera C-26.

## DESCRIPCIÓ
Masia de planta rectangular i teulada amb dos vessants, amb orientació est-oest. La façana principal, al sud té una porta d'arc de mig punt. Al primer pis, a la façana principal hi ha una gran obertúria de finestres, algunes amb diverses dates.